# 染田賢作
染田 賢作（そめだ けんさく、1982年6月21日 - ）は、奈良県宇陀市出身の元プロ野球選手（投手）。現在は、京都府立西城陽高等学校の保健体育科の教諭・硬式野球部監督。

## 来歴・人物
小学校6年間は習い事としてサッカーをしていた。
奈良県立郡山高等学校3年時に、三塁手として第82回全国高等学校野球選手権大会に出場したが、1回戦で敗退。同志社大学への進学後に投手へ専念すると、4年時の2004年に関西学生リーグ史上初の完全試合を達成するなど、エースとして活躍した。在学中には、リーグ戦で通算29試合に登板。15勝9敗、防御率1.12、221奪三振という成績を残した。4年時の2004年には、秋季リーグ戦でMVP、春・秋季連続で最優秀投手・ベストナインを受賞したほか、世界大学野球選手権大会・日米大学野球選手権大会で大学日本代表に選ばれている。
2004年のNPBドラフト会議を控えた10月31日、自由獲得枠で横浜ベイスターズに入団することが決まり、同年11月17日の同会議における獲得内定の確認を経て同月30日に横浜と仮契約を締結した。入団時の契約条件は契約金1億円、年俸1,500万円（金額は推定）で、背番号は19。また大学日本代表のチームメイトだった那須野巧（日本大学）も同様に自由獲得枠で横浜に入団した。入団1年目の2005年に二軍の湘南シーレックスで、1試合7者連続奪三振のイースタン・リーグ公式戦タイ記録を達成したが、一軍公式戦への登板は、同年7月3日の対阪神タイガース戦と2007年9月14日の対東京ヤクルトスワローズ戦（いずれも横浜スタジアム）だけにとどまった。2008年10月1日に球団から戦力外通告を受け、現役を引退。2009年から横浜球団の打撃投手に転身したものの、2010年に退団した。
郡山高校の先輩でDeNAのコーチだった米村理に「教師のような仕事に就いた方が良い」というアドバイスを受けたことや、かねてから『3年B組金八先生』（TBSテレビ制作の学園ドラマシリーズ）のファンであったことを背景に、2011年度からは母校の同志社大学大学院総合政策科学研究科へ在籍。在籍中には、社会と体育の教員免許を取得した後に、「プロ野球組織の社会化戦略 : プロアマ規定を視点に」という学術論文で修士号を授与された。
2014年には、3月4日付で日本学生野球協会から学生野球資格の回復を認定。この認定によって、同協会へ加盟する大学・高校の硬式野球部を指導できるようになった。同年3月で同志社大学の大学院を修了したことを機に、非常勤講師として母校の郡山高等学校で1年間勤務。その間に京都府教育委員会の府立高校教員採用試験に合格したことから、2015年4月1日付で教諭として京都府立乙訓高等学校へ赴任した。
乙訓高校では、保健体育科の教諭と、硬式野球部の顧問（責任教師）を兼務。コーチも兼任し、硬式野球部の創部54年目に当たる2018年の第90回記念選抜高等学校野球大会で、春夏通じて初めての全国大会出場に導いた。2019年4月1日付で京都府立西城陽高等学校の教諭へ異動するとともに、同校硬式野球部の監督へ就任。

## 詳細情報

### 年度別投手成績
| 年 度     | 球 団     | 登 板 | 先 発 | 完 投 | 完 封 | 無 四 球 | 勝 利 | 敗 戦 | セ 丨 ブ | ホ 丨 ル ド | 勝 率 | 打 者 | 投 球 回 | 被 安 打 | 被 本 塁 打 | 与 四 球 | 敬 遠 | 与 死 球 | 奪 三 振 | 暴 投 | ボ 丨 ク | 失 点 | 自 責 点 | 防 御 率 | W H I P |
| --------- | --------- | ----- | ----- | ----- | ----- | -------- | ----- | ----- | -------- | ----------- | ----- | ----- | -------- | -------- | ----------- | -------- | ----- | -------- | -------- | ----- | -------- | ----- | -------- | -------- | ------- |
| 2005      | 横浜      | 1     | 0     | 0     | 0     | 0        | 0     | 0     | 0        | 0           | ----  | 4     | 0.1      | 1        | 0           | 2        | 0     | 0        | 0        | 0     | 0        | 2     | 2        | 54.00    | 9.00    |
| 2007      | 横浜      | 1     | 0     | 0     | 0     | 0        | 0     | 0     | 0        | 0           | ----  | 3     | 1.0      | 0        | 0           | 1        | 0     | 0        | 0        | 0     | 0        | 0     | 0        | 0.00     | 1.00    |
| 通算：2年 | 通算：2年 | 2     | 0     | 0     | 0     | 0        | 0     | 0     | 0        | 0           | ----  | 7     | 1.1      | 1        | 0           | 3        | 0     | 0        | 0        | 0     | 0        | 2     | 2        | 13.50    | 3.00    |

### 記録
- 初登板：2005年7月3日、対阪神タイガース9回戦（横浜スタジアム）、9回表に3番手で救援登板、1/3回2失点
- 7者連続奪三振：2005年6月11日（イースタン・リーグタイ記録）

### 背番号
- 19 （2005年 - 2008年）